# Ahanta
Gli Ahanta erano un popolo africano appartenente al gruppo etnico Akan.Il nome sembra derivare etimologicamente dall'unione della parola "hata", in lingua Fante, e della parola "yinda" in lingua Ahanta. "Yinda" significa seccare, quindi la definizione di Ahanta era il popolo delle aree aride poste tra i fiumi Pra e Ankobra.
L'antico regno Ahanta corrisponde all'attuale regione occidentale del Ghana. Un tempo era costituito da una confederazione di capi tribù che ebbe contatti coi coloni europei della Costa d'Oro olandese per questioni di natura commerciale.

## Storia
Gli Ahanta, come i loro vicini Akan, migrarono dall'antico regno di Bono.
Nel 1656 siglarono il Trattato di Butre e si accordarono per divenire un protettorato olandese. Il trattato rimase in vigore sino al 1872 e fu uno dei trattati più duraturi siglati tra uno stato africano e uno europeo; tuttavia, le relazioni tra gli Ahanta e gli olandesi furono variabili a seconda delle epoche. Ad esempio, il capo locale Gyan-Kɔne arrivò ad assediare il Forte di Gross Friedrichsburg. Altri incidenti furono ad esempio quello del 1837, quando il re degli Ahanta, Baidoo Bonsoe II (Badu Bonsu II), si ribellò al governo olandese e uccise personalmente diversi ufficiali, tra cui il governatore in carica Tonneboeijer, in quanto non gradiva come essi operavano nella regione. Egli stesso finì poi ucciso e la sua testa venne usata per degli esperimenti presso il centro medico dell'Università di Leida nei Paesi Bassi. La testa venne poi restituita al Ghana nel 2009.

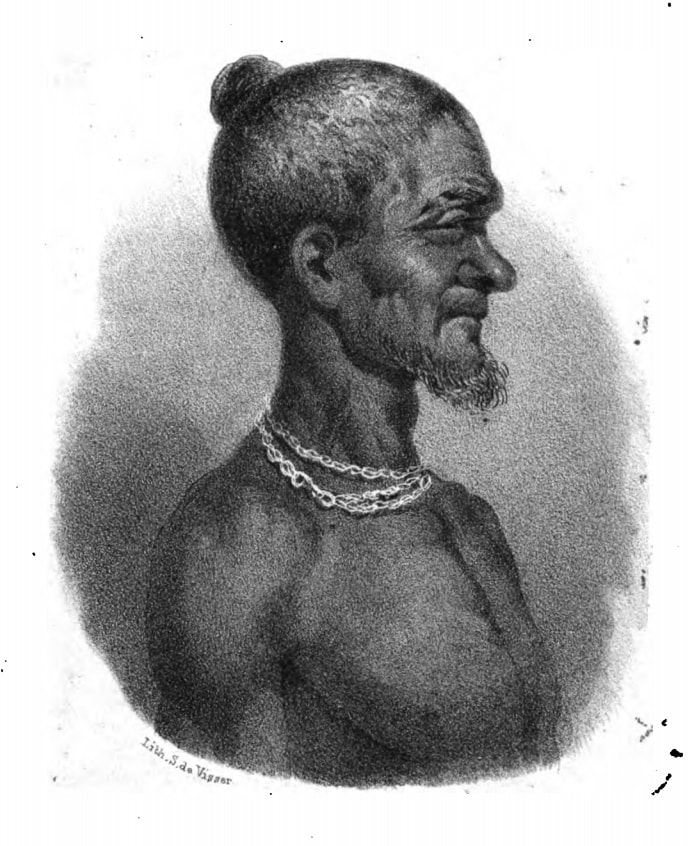
Ritratto di Badu Bonsu II realizzato da un tenente olandese, 1838

## Cultura
Il popolo degli Ahanta celebra ancora oggi l'annuale festival di Kundum. Il Kundum è una festa legata al raccolto che comprende danze, tamburi e musiche tribali. Un tempo era una pratica magica finalizzata a scacciare gli spiriti dai villaggi della comunità. Attualmente è un festival della durata di otto giorni che viene celebrato per preservare la cultura del popolo Ahanta e del vicino popolo degli Nzema. 

## Persone notabili
- Nana Kobina Nketsia IV, primo vice-cancelliere africano dell'Università del Ghana.[3]
- Ahanta Apemenyimheneba Kwofie III